# Cypricercus elongata
Cypricercus elongata är en kräftdjursart som beskrevs av Dobbin 1941. Cypricercus elongata ingår i släktet Cypricercus och familjen Cyprididae. Inga underarter finns listade i Catalogue of Life.